# Emerson (football, 1986)
Pour les articles homonymes, voir Emerson.
Emerson da Conceição ou Emerson Conceição, plus communément appelé Emerson, né le 23 février 1986 à São Paulo, est un footballeur brésilien. Il évolue au poste de défenseur.

## Biographie
Emerson commence le football de haut niveau au sein de la J. Malucelli, club de division 2 brésilienne. À la mi-août 2006, il signe au LOSC Lille après avoir été supervisé lors du stage du Touquet mais ne rejoint le club qu'en janvier 2007, à la fin du championnat brésilien.
Il fait ses débuts en équipe première, le 8 avril 2007, lors d'un Olympique de Marseille-Lille OSC comptant pour la 31e journée du championnat. Il ne reste que huit minutes sur le terrain avant d'être expulsé pour un tacle sur Mickaël Pagis. Titulaire lors de la saison 2008, il est ensuite mis en concurrence à son poste avec Franck Béria. Il remporte en 2011 le championnat de France avec les Lillois.
Après une saison au Benfica Lisbonne, il signe, le 4 septembre 2012, un contrat de trois ans avec le club turc de Trabzonspor pour un montant de 1,5M€. Le 29 août 2013, il résilie son contrat avec le club turc. Deux jours plus tard, il signe un contrat d'une saison en faveur du Stade rennais. Remplaçant de Cheikh M'Bengue, il dispute un total de quatorze rencontres sous le maillot rennais, dont huit comme titulaire. À la fin du mois de mars 2014, son contrat est finalement résilié, pour raisons personnelles. Le joueur retourne alors au Brésil.

## Palmarès
- Champion de France de Ligue 1 en 2011 avec le LOSC Lille.
- Coupe de la Ligue portugaise de football en 2012 avec le Benfica Lisbonne.

## Statistiques
Le tableau ci-dessous résume les statistiques en match officiel d'Emerson Conceição durant sa carrière de joueur professionnel,.
| Saison    | Club             | Championnat     | Championnat | Championnat | Coupe nationale | Coupe nationale | Coupe de la Ligue | Coupe de la Ligue | Compétition(s) continentale(s) | Compétition(s) continentale(s) | Compétition(s) continentale(s) | Total | Total |
| Saison    | Club             | Division        | M.          | B.          | M.              | B.              | M.                | B.                | Comp.                          | M.                             | B.                             | M.    | B.    |
| 2006-2007 | LOSC Lille       | Ligue 1         | 2           | 0           | 1               | 0               | -                 | -                 | -                              | -                              | -                              | 3     | 0     |
| 2007-2008 | LOSC Lille       | Ligue 1         | 8           | 0           | -               | -               | -                 | -                 | -                              | -                              | -                              | 8     | 0     |
| 2008-2009 | LOSC Lille       | Ligue 1         | 31          | 0           | 3               | 0               | 1                 | 0                 | -                              | -                              | -                              | 35    | 0     |
| 2009-2010 | LOSC Lille       | Ligue 1         | 23          | 0           | -               | -               | 2                 | 0                 | C3                             | 12                             | 0                              | 37    | 0     |
| 2010-2011 | LOSC Lille       | Ligue 1         | 20          | 0           | 2               | 0               | 1                 | 0                 | C3                             | 8                              | 0                              | 31    | 0     |
| 2011-2012 | Benfica Lisbonne | Liga ZON Sagres | 24          | 0           | 1               | 0               | 1                 | 0                 | C1                             | 13                             | 0                              | 39    | 0     |
| 2012-2013 | Trabzonspor      | Süper Lig       | 17          | 2           | 5               | 0               | -                 | -                 | -                              | -                              | -                              | 22    | 2     |
| 2013-2014 | Stade rennais FC | Ligue 1         | 11          | 0           | 2               | 0               | 1                 | 0                 | -                              | -                              | -                              | 14    | 0     |